# Cratone della Cina del Nord

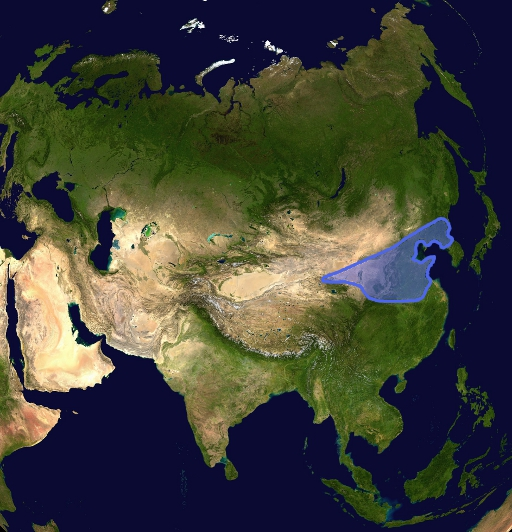
Localizzazione del cratone della Cina del Nord in Asia.

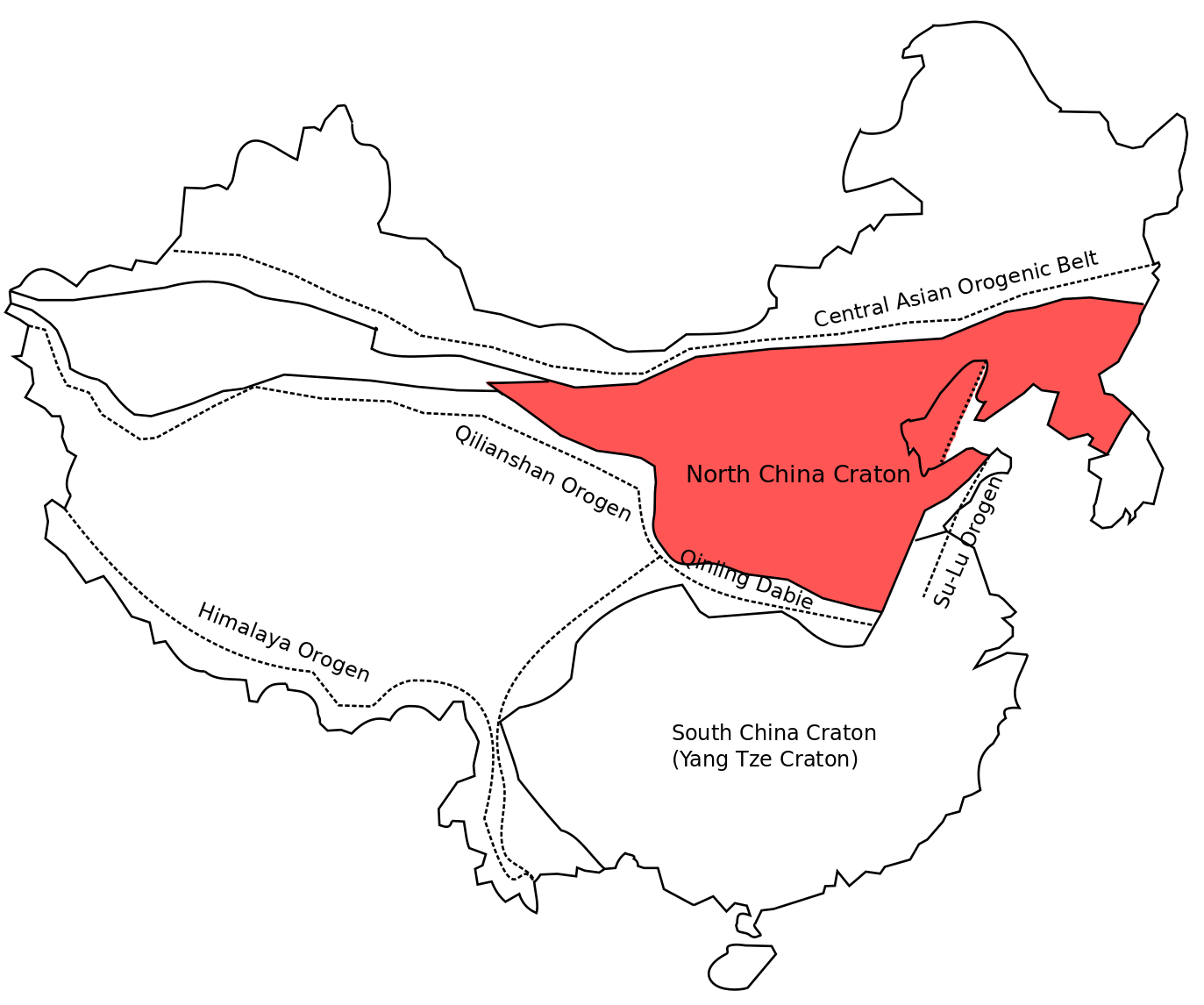
Gli elementi tettonici che contornano il cratone della Cina del Nord.

Il cratone della Cina del Nord è un blocco della crosta continentale terrestre che presenta una delle più complete registrazioni di processi relativi a rocce ignee, sedimentarie e metamorfiche.
È localizzato nella parte nordorientale della Cina, nella Mongolia Interna, Mar Giallo e Corea del Nord.

## Caratteristiche
Il cratone della Cina del Nord si estende su un'area di circa 1,7x106 km2. La sua crosta ha uno spessore di circa 200 km; è relativamente fredda in confronto alle regioni circostanti e con bassa densità.
Si tratta di un cratone antico, che ha avuto un lungo periodo di stabilità, in linea con la definizione di cratone, ma che in epoca più recente ha subito la distruzione delle parti più profonde (decratonizzazione), il che indica che il blocco continentale non è più stabile.
Il cratone della Cina del Nord era inizialmente formato da una serie di singoli blocchi continentali, ciascuno con una sua attività tettonica indipendente. 
Nel corso del Paleoproterozoico (tra 2,5 e 1,8 miliardi di anni fa) i blocchi continentali entrarono in collisione tra loro, amalgamandosi e andando a interagire con il supercontinente, dando luogo alla formazione di cinture di rocce metamorfiche tra le sezioni precedentemente separate.
L'esatto processo di formazione del cratone è tuttavia ancora oggetto di dibattito.
Dopo la sua formazione, il cratone rimase stabile fino alla metà dell'Ordoviciano (480 milioni di anni fa). Le radici del cratone si destabilizzarono nel Blocco Orientale e entrarono in un periodo di instabilità. Le rocce formatesi durante gli eoni Archeano e Paleoproterozoico (4,6-1,6 miliardi di anni fa) durante notevolmente modificate durante la distruzione delle radici. Oltre alle registrazioni dell'attività tettonica, il cratone contiene anche importanti risorse minerarie, come minerali ferrosi, terre rare e fossili che testimoniano lo sviluppo evolutivo.